# Нанакули
Нанакули (гав. Nānākuli — букв. «смотреть на колена») — статистически обособленная местность на острове Оаху в округе Гонолулу (штат Гавайи, США).

## География
Поселение расположено возле южной оконечности горы Ваианае. Согласно Бюро переписи населения США статистически обособленная местность Нанакули имеет общую площадь 14,9 квадратных километров, из которых 6,5 км2 относится к суше и 8,4 км2 или 56 % — к водным ресурсам.

## Демография
По данным переписи населения за 2000 год в Нанакули проживало 10814 человек, насчитывалось 2324 домашних хозяйства, 2096 семей и 2504 жилых дома. Средняя плотность населения составляла около 1655,5 человек на один квадратный километр.
Расовый состав Нанакули по данным переписи распределился следующим образом: 5,7 % белых, 0,79 % — чёрных или афроамериканцев, 0,29 % — коренных американцев, 11,61 % — азиатов, 40,21 % — коренных жителей тихоокеанских островов, 40,59 % — представителей смешанных рас, 0,83 % — других народностей. Испаноговорящие составили 11,12 % населения.
Из 2324 домашних хозяйств в 46 % — воспитывали детей в возрасте до 18 лет, 58,8 % представляли собой совместно проживающие супружеские пары, в 22,3 % семей женщины проживали без мужей, 9,8 % не имели семьи. 6,7 % от общего числа семей на момент переписи жили самостоятельно, при этом 2 % составили одинокие пожилые люди в возрасте 65 лет и старше. В среднем домашнее хозяйство ведут 4,65 человек, а средний размер семьи — 4,74 человек.
Население Нанакули по возрастному диапазону (данные переписи 2000 года) распределилось следующим образом: 35,8 % — жители младше 18 лет, 11,4 % — между 18 и 24 годами, 27,4 % — от 25 до 44 лет, 18,5 % — от 45 до 64 лет и 6,9 % — в возрасте 65 лет и старше. Средний возраст жителей составил 27 лет. На каждые 100 женщин приходилось 99 мужчин, при этом на каждые сто женщин 18 лет и старше приходилось 92,8 мужчин также старше 18 лет.

## Экономика
Средний доход на одно домашнее хозяйство Нанакули составил 45 352 долларов США, а средний доход на одну семью — 45 677 долларов. При этом мужчины имели средний доход в 30 722 доллара в год против 24 731 доллара среднегодового дохода у женщин. Доход на душу населения составил 11 690 долларов в год. 21,3 % от всего числа семей в местности и 19,2 % от всей численности населения находилось на момент переписи за чертой бедности, при этом 26,7 % из них были моложе 18 лет и 9,6 % — в возрасте 65 лет и старше.

## Известные жители
- Радаша Хоохули — Мисс Гавайев-2006[4]